# Vstavač osmahlý
Vstavač osmahlý (Neotinea ustulata, syn. Orchis ustulata) je vytrvalá bylina z rodu vstavačovitých (Orchis), která v České republice patří ke kriticky ohroženým druhům naší květeny. Rostliny dosahující výšky 20–40 cm rostou na slunných loukách a pastvinách (vzácně i v řídkých lesích), které jsou chudé na živiny. Kvete od května do června v podobě hustých válcovitých klasů, na kterých jsou tmavě červená (osmahlá) poupata, která po rozkvetení zblednou.
Rostlina se vyskytuje napříč celou Evropu od severního Španělska po jižní Skandinávii. V České republice se vyskytuje vzácně, např. v českém středohoří, v Pošumaví nebo na východní Moravě.,
Novější výzkumy ukazují, že tato rostlina geneticky nepatří do rodu Orchis, kam byla tradičně řazena, ale do rodu Neotinea.

## Galerie

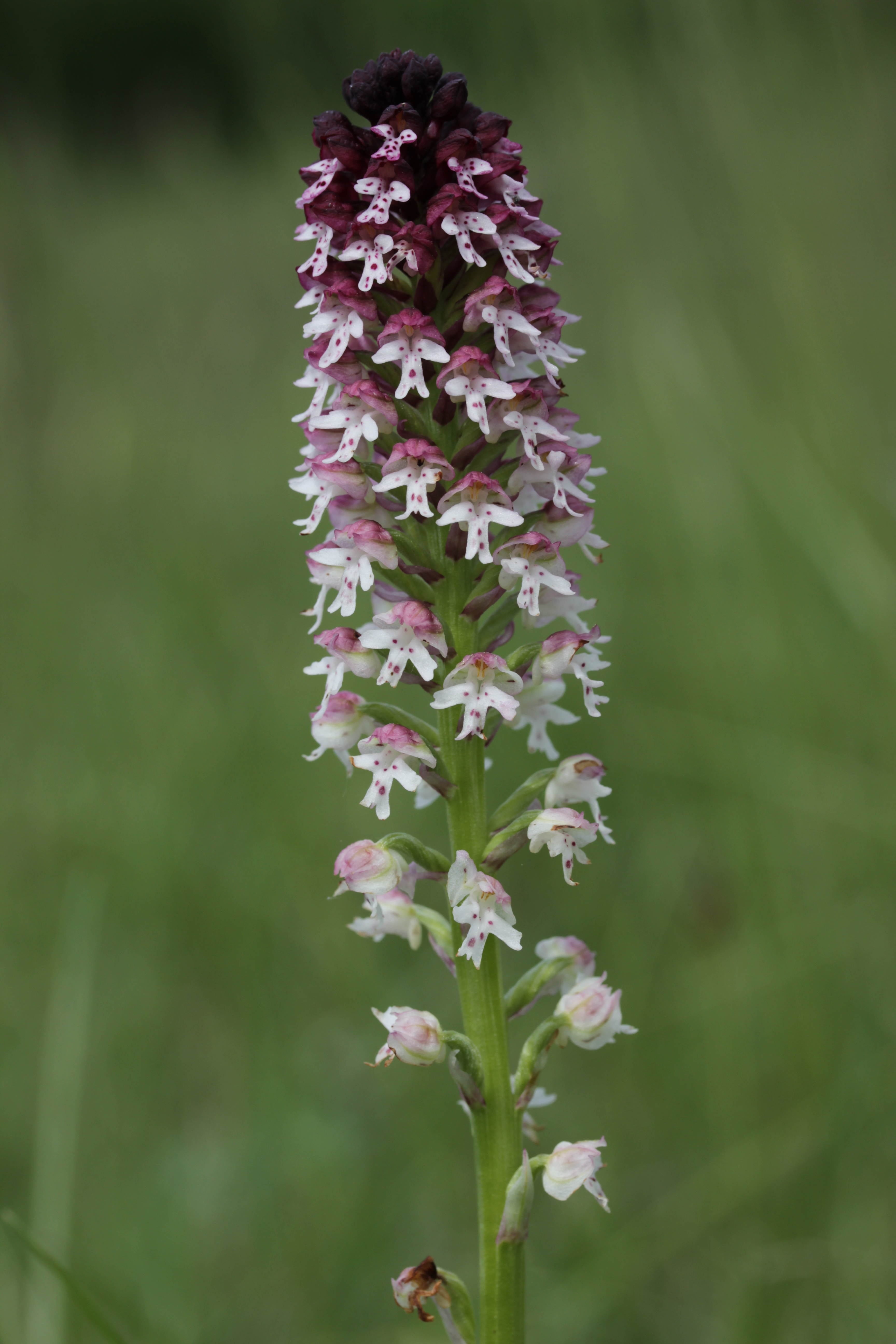
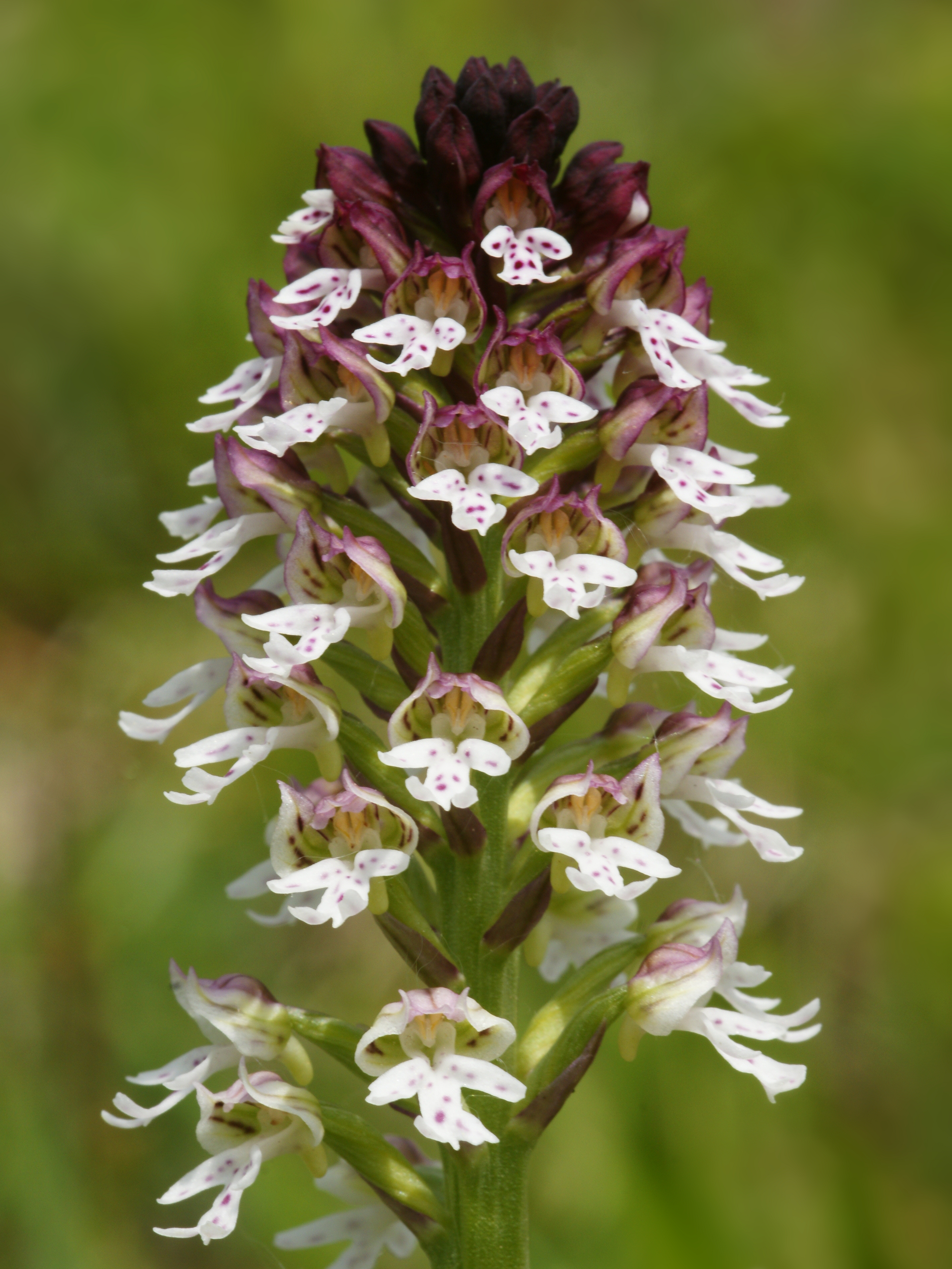
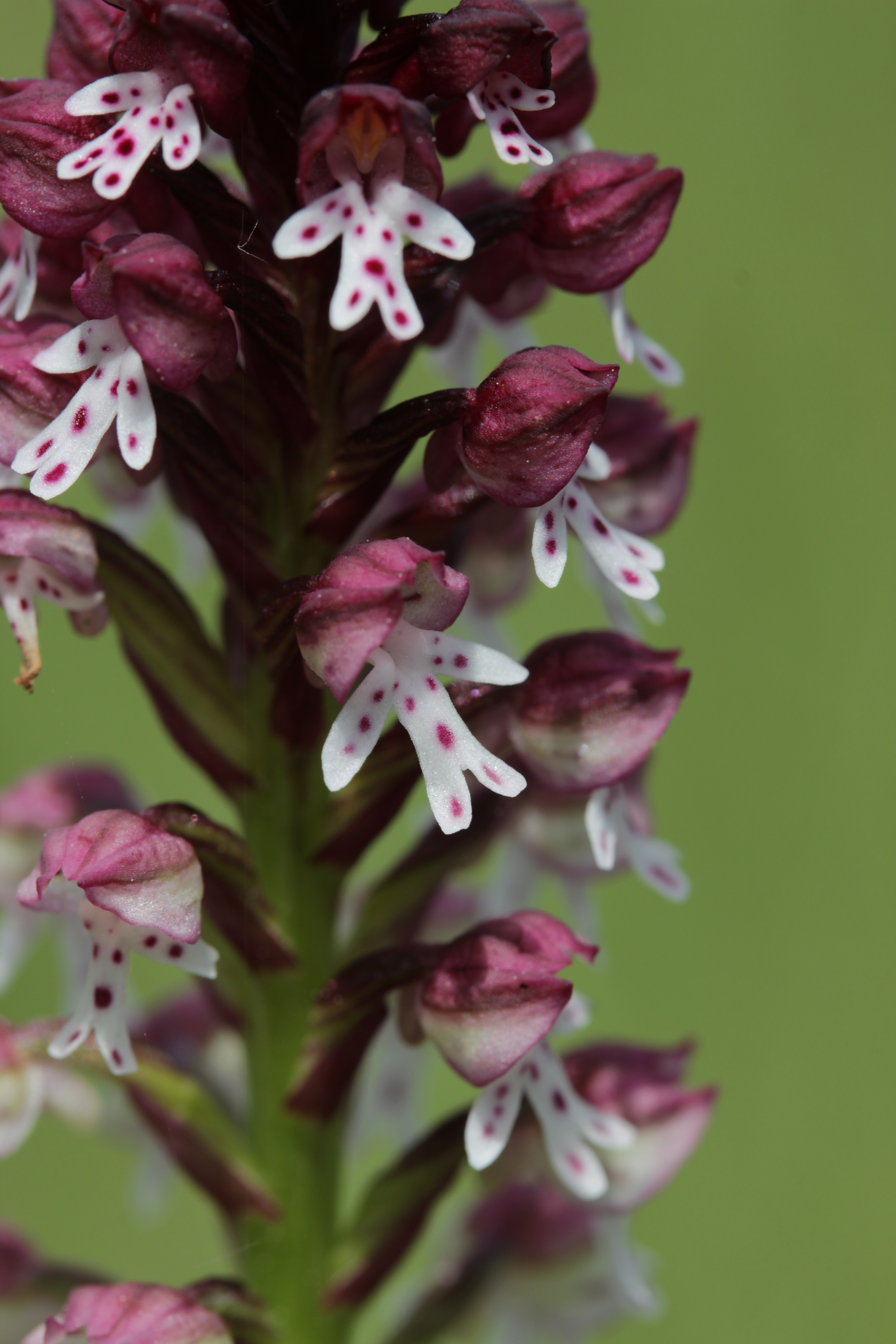